# Lawrence, New York
Lawrence är en ort i Nassau County i delstaten New York, USA.